# Informe Leuchter
El informe Leuchter es un documento pseudocientífico escrito por el técnico de ejecución estadounidense Fred A. Leuchter, a quien Ernst Zündel le encargó que lo defendiera en su juicio en Canadá por distribuir material de negacionismo del Holocausto. Leuchter compiló el informe en 1988 con la intención de investigar la factibilidad de los gaseamientos homicidas en masa en los campos de exterminio nazis, específicamente en Auschwitz. Viajó al campamento, recolectó múltiples pedazos de ladrillo de los restos de los crematorios y cámaras de gas (sin el permiso del campamento), los trajo de regreso a los Estados Unidos y los presentó para su análisis químico. En el juicio, Leuchter fue llamado a defender el informe en calidad de perito; sin embargo, durante el juicio, el tribunal dictaminó que no tenía las calificaciones ni la experiencia para actuar como tal. 
Leuchter citó la ausencia de azul de Prusia en las cámaras de gas para apoyar su opinión de que no podrían haber sido utilizados para gasear a las personas. Sin embargo, los compuestos de cianuro residual a base de hierro no son una consecuencia categórica de la exposición al cianuro. Al no discriminar contra eso, Leuchter introdujo un factor poco confiable en su experimento, y sus hallazgos tuvieron serias fallas como resultado. A su vez, las paredes y los techos de las cámaras de gas estaban revestidos con yeso. El azul de Prusia hubiera quedado en la superficie del yeso y no hubiera dejado una presencia substancial en los ladrillos, morteros o cemento debajo. Cuando Leuchter llegó a Auschwitz-Birkenau para tomar estas muestras, el yeso ya había desaparecido hacía mucho debido al envejecimiento y a la exposición. Incluso el ladrillo debajo del yeso había quedado expuesto a 43 años de lluvia, sol, nieve y heladas. En contraste, las pruebas realizadas por científicos forenses polacos (que discriminaron contra los compuestos a base de hierro) confirmaron la presencia de cianuro en los lugares, de acuerdo con dónde y cómo se usó en el Holocausto. Además, el informe fue criticado porque Leuchter había pasado por alto la evidencia crítica, como documentos en la oficina de arquitectura de las SS que registraron el funcionamiento mecánico de las cámaras de gas y otros que verificaron la velocidad a la que los nazis podían quemar los cuerpos de los gaseados. 

## Historia
El negacionista Ernst Zündel contrató a Leuchter en 1988 para que realizara un peritaje sobre las cámaras de gas en Auschwitz, Birkenau y Majdanek, con el fin de utilizar el informe a su favor en uno de los juicios a los que fue sometido en los años 1980 por el cargo de fomentar el odio racial mediante la publicación de panfletos negacionistas. Leuchter aceptó el encargo a cambio de 35 000 dólares y luego de una reunión donde revisó fotografías de campos de concentración durante la guerra, planos de los crematorios y de las cámaras de gas, documentos sobre el Zyklon B y diapositivas tomadas de los sitios por el investigador sueco Ditlieb Felderer en 1970.
El 25 de febrero de 1988, Fred A. Leuchter viajó a Polonia, junto con su esposa Carolyn, el camarógrafo Jürgen Neumann, el dibujante Howard Miller y la colaboración del intérprete polaco Tjudar (Theodor) Rudolf. Sirviéndose de un martillo y un cincel, extrajeron sin permiso de las cámaras de exterminio y de desinsectación trozos de paredes y del suelo de grosor diverso. Regresaron el 3 de marzo, después de ocho días de permanencia en Polonia para analizar las muestras obtenidas. Las muestras fueron entregadas al laboratorio dirigido por el químico estadounidense James Roth, sin ser informado de dónde procedían, sólo de que se trataba de un análisis pericial para un juicio.
El informe químico del laboratorio de Roth determinó que las muestras de argamasa extraídas supuestamente de las cámaras de desinsectación contenían un alto contenido de cianuro y que, en cambio, las extraídas supuestamente de las de exterminio contenían un rastro nulo o ínfimo. A partir de esos resultados, Leuchter escribió un informe de 192 páginas en el que a través de un erróneo razonamiento científico concluía que no habrían existido cámaras de gas para ejecuciones en ninguno de los tres campos y que las cámaras de gas ahí encontradas no podrían haber funcionado nunca para realizar ejecuciones, sino que únicamente podrían haber servido para la fumigación de parásitos. Ese informe pretendía entonces dar por demostrada científicamente la inexistencia de las cámaras de exterminio.
Sin embargo, con posterioridad, en una entrevista, el Dr. Roth indicó que el cianuro habría formado una capa extremadamente fina en las paredes, de un grosor de la décima parte de un pelo humano [cita requerida]. Leuchter había tomado muestras de un grosor indeterminado. No informado de esto, Roth había pulverizado las muestras enteras, diluyendo seriamente la capa de cianuro que contenía cada muestra con una cantidad indeterminada de ladrillo, variando para cada muestra. Para explicar lo inadecuado del procedimiento, Roth ofrece la analogía de que los resultados serían como los de analizar la madera de una pared cuando lo que uno quiere saber es la composición de la pintura.
Aunque Leuchter fue admitido a testificar en el juicio de Zündel, el informe fue finalmente rechazado por el tribunal por la ausencia de acreditación profesional del autor. En octubre de 1990, un tribunal de Massachusetts procesó criminalmente a Leuchter por ejercer como ingeniero sin tener licencia. Se supo que no solo no tenía licencia, sino que no tenía ningún título ni estudio relacionado con la ingeniería ni ninguna otra acreditación profesional aparte de un BA en Historia, que acabó en 1964. Admitió ante el tribunal no tener ninguna formación ni experiencia en Toxicología, Biología o Química. Se descubrió también que, aunque tenía cierta experiencia en sillas eléctricas e inyecciones letales, no tenía conocimiento alguno sobre cámaras de gas, al contrario de lo que había afirmado antes.
Pese a quedar totalmente desacreditado, el informe tuvo gran difusión entre los negacionistas, que creyeron encontrar en él el respaldo definitivo de sus creencias. Los científicos y peritos forenses, sin embargo, afirmaron la imposibilidad de detectar cianuro cincuenta años después con su método (los análisis que se hicieron al finalizar la guerra sobre los conductos de ventilación de las cámaras de desinsectación evidenciaban cantidades significativas de cianuro), sobre muestras obtenidas de cámaras que habían sido derruidas por los nazis y parcialmente reconstruidas después por los soviéticos. Leuchter desconocía qué parte había sido reconstruida, por lo que no pudo acreditar si las muestras correspondían a material original de las cámaras de gas.

## Argumentos expuestos
La argumentación de Leuchter se basó en los siguientes puntos:

### El análisis químico
Los resultados del análisis químico realizado por el Dr. Roth determinaron que:
- Las muestras extraídas de las cámaras de desinsectación (muchas de ellas conservadas intactas hasta hoy) contenían una muy elevada cantidad de cianuro y en la mayoría de ellas se encontraron residuos de azul de Prusia en su superficie.
- Las muestras extraídas de las cámaras de exterminio (en ruinas y a la intemperie desde su destrucción en diversos momentos de la 2ª Guerra Mundial) contenían un rastro nulo o ínfimo de cianuro, careciendo la totalidad de éstas de dichos residuos de azul de prusia en su superficie.

A partir de dichos resultados, Leuchter extrae como conclusión que puesto que en los restos de las cámaras homicidas la concentración de residuos detectada es más baja que en las de desparasitado, ello probaría que en las primeras no se realizaron los gaseamientos a gran escala que la historia da por ciertos. Sin embargo del análisis de los resultados no puede deducirse necesariamente dicha conclusión, así que esta es inválida.
La premisa que llevó a Leuchter a solicitar análisis químicos de los restos de cianuro depositado en los materiales de las cámaras fue la hipótesis de que éstos necesariamente perdurarían hasta hoy y serían un indicador fiable de la intensidad del empleo del gas. Dicha suposición se basa en que uno de los posibles compuestos formados por la deposición del Zyklon B (o más exactamente, de su principio activo el HCN) es el Azul de Prusia, un compuesto altamente persistente y poco soluble en agua. Así, para Leuchtner, la presencia de menores cantidades de residuos de cianuro y la total ausencia de azul de Prusia en los escombros de las cámaras de exterminio probaría que en ellas no se hizo un uso homicida a gran escala de Zyklon B. Esta hipótesis es errónea, pues pasa por alto varios puntos clave relativos al comportamiento de los posibles residuos:
- Otros compuestos de Cianuro posiblemente depositados en su día sí son altamente solubles y no podrían resistir una exposición de más de 40 años a los elementos, falseando cuantitativamente el resultado obtenido hoy.
- La formación de Azul de Prusia -el residuo más persistente- requiere de unas condiciones de temperatura, PH, naturaleza de la superficie y sobre todo de tiempo y concentración inicial de HCN que precisamente por la forma de operación descrita por los testigos, difícilmente podrían darse en las cámaras de exterminio, pero sí son posibles en las de desinfección. Así pues, la existencia de azul de Prusia podría considerarse una prueba de la realización de gaseamientos, pero su ausencia no es prueba de que no se produjesen. 
- La concentración y el tiempo de exposición necesarios para matar a un ser humano con Zyklon B (unos 300 ppm y 20 minutos) son muy inferiores a los requeridos para matar insectos en las cámaras de desinfección (dependiendo de la especie, hasta 10 000 o más ppm y 12, 24 o más horas): encontrar menos residuos en las cámaras de exterminio que en las de desinfección era un resultado previsible. Leuchter reconoció ante el tribunal que formuló las conclusiones de su informe desconociendo estos datos y pensando que sucedía a la inversa y que los seres humanos eran más resistentes al gas que los insectos. 
Adicionalmente, análisis químicos similares al de Leuchter ya habían sido realizados otras dos veces, la primera, por el Instituto de medicina forense de Cracovia, por solicitud expresa del Museo Auschwitz, y la segunda por el químico alemán Germar Rudolf. Rudolf llegó a las mismas conclusiones que el análisis del Dr. Roth, a quien critica en algunos puntos de menor importancia. Los resultados obtenidos por el Instituto de medicina forense de Cracovia, encontraron en las muestras de las cámaras de exterminio, rastros de cianuro aún más débiles que los encontrados por el Dr. Roth.

### Otros puntos tratados en el informe
- Las puertas no están selladas herméticamente, es decir, que continuamente hubiera habido fugas de gas letal. Al realizar una ejecución, el gas hubiese penetrado en el hospital de las SS que estaba enfrente y habría matado a médicos y pacientes.

Las puertas sí estaban selladas, mediante tiras de fieltro grueso fijadas a los marcos, que recorrían todo el perímetro de las rendijas de las puertas. Restos de dicho fieltro pueden verse en las puertas de las cámaras de desinfección aún existentes. Aunque pueda sorprender el empleo de un sistema tan tosco, en realidad era más elaborado que el procedimiento de sellado usual en el empleo civil como pesticidas del Zyklon B y otras marcas de compuestos cianurados similares a él, en el que las juntas de puertas y ventanas de los locales fumigados se sellaban introduciéndoles trapos viejos o papeles de periódico húmedos. Una vez finalizado el gaseamiento, el gas era vertido directamente a la atmósfera, del mismo modo que en el empleo civil, difundiéndose tan rápidamente que haría prácticamente imposible la contaminación de cualquier edificio cercano.
- Faltan mecanismos de distribución del gas, así como sistemas de calefacción, puesto que para que el Zyklon B pueda volatilizarse dentro de media hora, las cámaras de desinsectación necesitaban calentarse por lo menos a 25 °C.

Las cámaras de exterminio tenían un completo sistema de conductos y ventiladores de impulsión y extracción de aire. Los planos utilizados en su construcción, especificaciones técnicas y pedidos a empresas suministradoras se conservan en el museo de Auschwitz. 
Es falso que se necesite sistema de calefacción: 25 °C es el punto de ebullición del HCN contenido en el Zyklon B, pero no es necesario que dicha temperatura se alcance para que el veneno se difunda: dada su muy alta presión de vapor, es plenamente eficaz a temperaturas ambiente más bajas e incluso próximas a cero, tal como se reseña en informes de experimentos de campo realizados por los propios fabricantes. 
- No hay suficiente ventilación. Al realizarse una ejecución, no se hubiese podido ventilar con efectividad una cámara para realizar al instante otra ejecución, como afirman los testigos.

Los testigos no afirman que las ejecuciones se sucediesen al instante, sino que coinciden unánimemente en que desde que se cerraba la puerta y se vertía el gas, el gaseamiento duraba unos 20-30 minutos y luego normalmente se esperaba aproximadamente otro tanto para la renovación de aire. Una vez abiertas las puertas aún había que desalojar los cadáveres y limpiar con mangueras de agua los restos de vómitos, sangre, etc que hubiesen quedado, todo lo cual llevaba su tiempo. 
- El Zyklon B puede permanecer incluso una semana después de un solo gaseo, en cantidad necesaria para significar un peligro a cualquiera que tuviera acceso a la cámara.

Con el sistema de ventilación instalado, las cámaras de exterminio renovaban su aire completamente en menos de una hora. Antes de ese tiempo, la concentración interíor bajaría a niveles no letales que permitirían abrir las puertas e incluso acceder al interior. Si hubiese necesidad de entrar en la cámara inmediatamente después del gaseo, el personal encargado podía ser equipado con la máscara antigás normalizada del ejército alemán, para la que existían filtros adecuados totalmente eficaces contra el Zyklon B. 
- Las cámaras están construidas cada una en el mismo edificio donde están los crematorios, siendo que el gas Zyklon B es un gas explosivo.

El Zyklon B es explosivo sólo en concentraciones superiores a 56 000 ppm. 300 ppm son letales para los seres humanos en unos 20 minutos. Existe pues, un enorme margen de seguridad antes de que se pudiese producir una explosión accidental.
- Las puertas de todas las cámaras de gas, se abren hacia adentro, por lo que los sonderkommando o comandos especiales no habrían podido entrar a la cámara llena de cadáveres para extraerlos.

Existen aún numerosas puertas análogas a las de las cámaras de exterminio en Auschwitz en las que puede apreciarse que abrían hacia y desde fuera, con manillas y bisagras al exterior del cuarto. Sí es cierto que existieron cámaras de desinfección de ropas con apertura hacia adentro.